# Az Amerikai Virgin-szigetek az olimpiai játékokon
Az Amerikai Virgin-szigetek az 1968-as nyári olimpián szerepelt első alkalommal, ezt követően az 1980-as kivételével mindegyiken képviseltette magát. A téli olimpiai játékokon 1988-tól vett részt 8 alkalommal.
A szigetország eddig egy ezüstérmet szerzett, Peter Holmberg révén vitorlázásban 1988-ban.
Az Amerikai Virgin-szigeteki Olimpiai Bizottság 1967-ben alakult meg, a NOB még ebben az évben felvette tagjai közé, a bizottság jelenlegi elnöke Hans Lawaetz.

## Érmesek
| Érem  | Sportoló(k)    | Olimpia     | Sportág    | Versenyszám |
| ----- | -------------- | ----------- | ---------- | ----------- |
| Ezüst | Peter Holmberg | 1988. Szöul | Vitorlázás | Finn dingi  |

## Éremtáblázatok

### Érmek a nyári olimpiai játékokon
| Olimpia              | Arany          | Ezüst          | Bronz          | Összesen       |
| 1968, Mexikóváros    | 0              | 0              | 0              | 0              |
| 1972, München        | 0              | 0              | 0              | 0              |
| 1976, Montréal       | 0              | 0              | 0              | 0              |
| 1980, Moszkva        | nem vett részt | nem vett részt | nem vett részt | nem vett részt |
| 1984, Los Angeles    | 0              | 0              | 0              | 0              |
| 1988, Szöul          | 0              | 1              | 0              | 1              |
| 1992, Barcelona      | 0              | 0              | 0              | 0              |
| 1996, Atlanta        | 0              | 0              | 0              | 0              |
| 2000, Sydney         | 0              | 0              | 0              | 0              |
| 2004, Athén          | 0              | 0              | 0              | 0              |
| 2008, Peking         | 0              | 0              | 0              | 0              |
| 2012, London         | 0              | 0              | 0              | 0              |
| 2016, Rio de Janeiro | 0              | 0              | 0              | 0              |
| 2020, Tokió          | 0              | 0              | 0              | 0              |
| 2024, Párizs         | 0              | 0              | 0              | 0              |
| Összesen             | 0              | 1              | 0              | 1              |

## Érmek sportáganként

### Érmek a nyári olimpiai játékokon sportáganként
| Amerikai Virgin-szigetek érmei a nyári olimpiai játékokon sportáganként | Amerikai Virgin-szigetek érmei a nyári olimpiai játékokon sportáganként | Amerikai Virgin-szigetek érmei a nyári olimpiai játékokon sportáganként | Amerikai Virgin-szigetek érmei a nyári olimpiai játékokon sportáganként | Az olimpiai zászlaja |

| Sportág    | Arany | Ezüst | Bronz | Összesen |
| ---------- | ----- | ----- | ----- | -------- |
| Vitorlázás | 0     | 1     | 0     | 1        |
| Összesen   | 0     | 1     | 0     | 1        |